# Ida Martha Metcalf
Ida Martha Metcalf (Texas, 26 de agosto de 1857 – Northampton, Massachusetts, 24 de outubro de 1952) foi uma matemática estadunidense, a segunda mulher dos Estados Unidos a obter um PhD em matemática.

## Formação
Ida Metcalf nasceu no Texas, filha de Charles A. e Martha C. (Williams) Metcalf. Durante a juventude sua família mudou-se para o sul. Após a morte de seu pai, ela se mudou para a Nova Inglaterra com sua mãe e irmãos. Em 1870 estava morando em Massachusetts, onde lecionou por muitos anos.
Em 1883 começou a estudar na Universidade de Boston, onde recebeu o bacharelado em filosofia (Ph.B.) em 1886. De 1888 a 1889 foi estudante de pós-graduação na Universidade Cornell, obtendo um mestrado em matemática. Depois de lecionar na Bryn Mawr School em Baltimore, voltou para Cornell e obteve um Ph.D. em 1893.

## Carreira
Por muitos anos após receber o Ph.D. lecionou no ensino médio e trabalhou em várias empresas financeiras e como examinadora do serviço público. Em 1912 foi estatística no Departamento de Finanças da cidade de Nova Iorque, onde permaneceu até sua aposentadoria em 1921.
Após a aposentadoria continuou a trabalhar intermitentemente como Examinadora do Serviço Civil até 1939. Começando com o início de uma doença grave em 1948, ela morou em casas de repouso até sua morte, aos 96 anos.

## Trabalhos de conclusão
- 1886: The Origin and Development of Styles of Architecture PhB, Boston University.
- 1889: The Theory of Illumination by Reflected and Refracted Light Master's thesis, Cornell University.
- 1893: Geometric Duality in Space PhD dissertation, Cornell University (orientada por James Edward Oliver).[2]